# Großschönau (Baixa Áustria)
Großschönau é um município da Áustria localizado no distrito de Gmünd, no estado de Baixa Áustria.